# 군국제
군국제(郡國制)는 중국 전한 초기에 시행된 지방 행정 제도이다. 군현제와 봉건제가 혼합된 과도기적인 제도로 수도와 가까운 중요한 지역에는 군현제를 시행하고, 나머지 지역에는 분봉(分封)된 제후를 임명한 봉국을 두는 봉건제를 시행한 것이다. 전한 경제 때 일어난 오초칠국의 난 이후 쇠퇴하여 전한 무제 때 유명무실해지고 사실상 군현제가 확립되었다. 다만 황족 및 공신을 분봉하는 제도 자체는 신해혁명으로 중국의 군주정이 완전히 소멸할 때까지 형식적이지만 계속 유지되었다.

## 역사
기원전 206년에 진나라가 멸망하면서 중국 전토를 직할령으로 다스리는 군현제가 무너지고 전국시대의 여러 왕국들이 부활하였다. 항우는 18명의 제후를 분봉하여 완전히 봉건제로 회귀하였으며, 각 왕국들은 전국시대 때처럼 독자적인 영토와 군사력을 갖춘 독립국가였다. 초한전쟁을 통해 항우를 물리치고 중국의 패권을 잡은 전한 고제는 당시까지 남아 있던 여러 제후들의 봉국을 승인하고 다른 공신들을 추가로 제후로 봉하였다. 그러나 전쟁 당시 고제의 직할령이었던 지역에는 군현제를 실시하였다. 그 결과 수도 장안과 가까운 지역에는 군현제가 실시된 직할령이 1/3, 나머지 2/3의 지역은 제후들의 영토로 편제되는 군국제가 실시되었다.
군국제는 시행 초기부터 제후들의 모반과 이를 구실로 하는 한나라 정부의 숙청으로 난맥상을 보였다. 고제가 황제로 재위한 7년 동안 장사왕을 제외한 모든 왕국의 군주들이 숙청되었으며, 이들의 후임으로 한나라의 황족들이 임명되고 추가로 봉국이 설치되어 고제가 사망하는 시점에서 한나라의 직할령은 15개 군이 되었고, 연·대·조·제·양·초·오·회양·회남·장사의 10개 왕국이 남아 있었다. 왕에 봉작될 수 있는 것은 황족으로 제한되고 성씨가 다른 공신들은 1개 현을 영지로 하는 열후에 봉작되는 전통이 확립된 것이다. 고황후는 섭정 기간에 황족 제후들을 제거하고 자기 일가인 여씨를 왕으로 세워 잠시 이 전통에 대항했으나, 고황후가 기원전 180년에 죽고 곧바로 일어난 제여의 난으로 인해 여씨는 몰락하고 전통은 계속되었다.
그러나 동성 제후들 역시 독자적인 영토와 군사력으로 한나라 중앙 정부의 위협이 되는 것은 마찬가지였다. 전한 문제 때 제북왕 유흥거의 반란(기원전 177년)과 회남왕 유장의 반란 기도(기원전 174년)가 일어나면서 제후들의 권력을 제한하고 영지를 분할·삭감하는 정책이 추진되었다. 전한 경제 때 조조가 제후의 영지를 삭감할 것을 상소한 이후 제후들의 비리나 잘못을 이유로 영지 삭감이 본격화되자 마침내 오왕 유비를 중심으로 7개 제후들이 대반란을 일으켰다.(기원전 154년 오초칠국의 난) 태위 주아부가 36인의 장수를 이끌고 출정하여 3개월 만에 반란을 평정한 이후 제후들의 권력은 결정적으로 약화되었다. 제후들은 봉국의 정치에 간섭할 수 없게 되었으며, 봉국은 황제가 직접 임명하는 상(相)이 총괄하고 모든 관리도 황제가 임명하게 되었다. 기원전 127년에는 전한 무제가 추은령(推恩令)을 반포하여 제후들의 영지를 상속할 때 아들들 여러 명에게 분할 상속하도록 하여 제후들의 세력을 결정적으로 약화시켰다. 이로써 군국제는 사실상 형식적으로만 남고 실질적으로 군현제가 확립되어 중앙집권의 기초가 굳어졌다.

## 제후국의 체제
군국제를 실시한 전한 초기의 제후왕국의 체제는 한 중앙 정부와 흡사했다. 대개 하나의 왕국이 여러 군을 관할했고 군을 관할하는 태수는 왕의 지배를 받았으며, 왕국의 서울이 있는 군에는 태수를 두지 않고 왕의 직접 관리를 받아 내사 등을 두었다. 따라서 왕국의 지방행정체제는 한 중앙 정부처럼 내사(내사의 관할 지역)와 지군(支郡: 내사의 관할을 받지 않는 군 지역)으로 구성되었다. 처음에는 왕국에도 재상으로서 상국을 두었으나, 이내 왕국에는 상국을 두지 못하게 하고 대신 승상을 설치했다. 상국, 승상의 임명권은 황제에게 있었으나 그 이하의 관리들은 왕이 임명할 수 있었다. 그러므로 왕은 자국 내의 정치적 실권을 장악하고 있었으며, 법리적으로도 왕국은 한의 직할령과 다른 나라로 취급되었다. 자체적으로 화폐를 주조하고 세금도 자체적으로 부과하는 등 상당한 수준의 자치권을 가졌다.
오초칠국의 난 이후에는 승상을 폐지하고 국상을 두었으며, 왕의 관리 임명권 대부분이 황제에게 회수되었다. 다만 형산왕 유사가 범죄를 이유로 질이백석 관리의 임명권을 빼앗긴 사례를 볼 때 하급 관리의 임명권을 일거에 회수하지는 않은 것 같다. 이와 함께, 거듭된 왕국령의 분할과 몰수로 인해 왕국은 내사를 제외한 지군들을 모두 상실했다. 그 결과 왕국의 규모는 형식적으로 군과 차이가 없어졌고, 실제로는 추은령에 따른 분할상속 때문에 보통의 군보다도 더 작아졌다. 이에 따라 국상의 권한이 사실상 군의 태수와 유사해졌고, 이는 전한 말 내사를 폐지하고 내사의 직무도 국상이 맡으면서 더욱 확실해졌다. 왕은 봉국에 아무런 영향력을 행사할 수 없었으며, 왕국의 관리도 모두 황제가 임명하기 때문에 사실상 군과 국은 관직의 명칭만 다를 뿐 차이가 없었다.

## 같이 보기
- 중국의 봉건제도
- 군현제